# Fórmula (automobilismo)

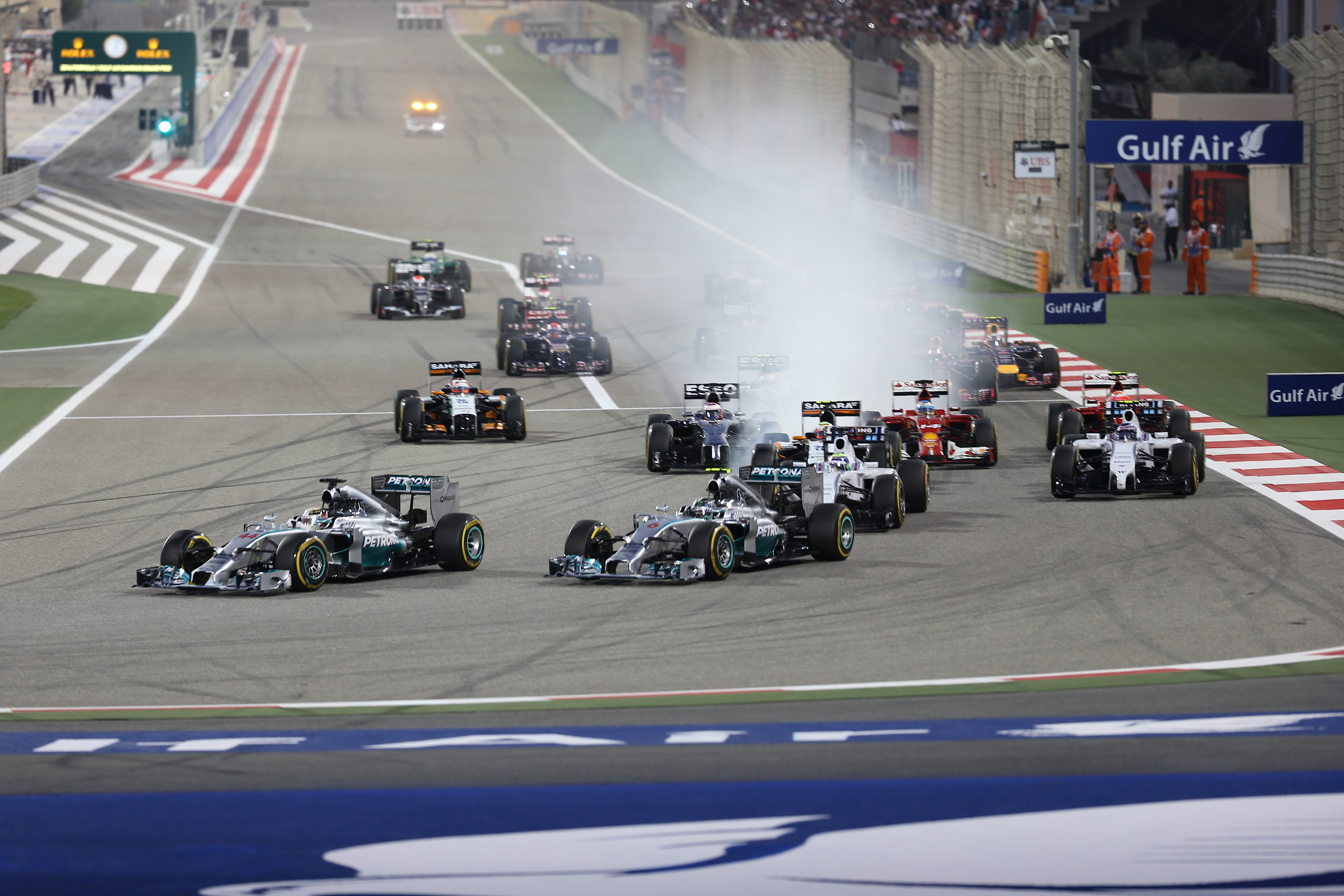
Corrida de Fórmula 1 no Bahrein em 2014.

O termo Fórmula no automobilismo, é a designação de um tipo de automóvel projetado especificamente para competições em autódromos.
O uso do termo fórmula, deriva do fato de que os primeiros regulamentos eram muito simplificados para permitir uma certa liberdade de criação. Sendo assim, as características eram definidas na forma de uma expressão matemática, como: um limite de peso ou volume de deslocamento do motor, gerando denominações como "Fórmula 5000" ou "Fórmula 3000".
A muito conhecida Fórmula 1 foi a designação escolhida pela FIA em 1950, para os veículos de um novo tipo de competição mundial, que envolvia inicialmente apenas pilotos, e a partir de 1958, também os construtores, sendo a única limitação a capacidade do motor: 4500 cm³ para os aspirados ou 1500 cm³ para os turbo comprimidos.

## Ligações Externas
- The Monoposto Racing Club (em inglês)